# Hans Vonk (Fußballspieler)
Johannes Adrianus „Hans“ Vonk (* 30. Januar 1970 in Alberton, Südafrika) ist ein ehemaliger südafrikanischer Fußballtorwart niederländischer Abstammung. 

## Karriere als Spieler

### Verein
Seine größten Erfolge als Vereinsspieler feierte Vonk in der niederländischen Ehrendivision. Von 1996 bis 2004 absolvierte er beim SC Heerenveen 263 Ligaspiele. Im Juli 2004 wechselte er als dritter Torhüter zu Ajax Amsterdam. Im Sommer 2006 unterzeichnete er einen Zweijahresvertrag beim südafrikanischen Verein Ajax Kapstadt, den er nach der Saison 2007/08 wieder verließ. 
Im Oktober 2008 wurde er von seinem Ex-Klub Ajax Amsterdam unter Vertrag genommen, nachdem er zuvor vereinslos war. Ajax Amsterdam reagierte damit auf die Verletzungen von Stammtorhüter Maarten Stekelenburg sowie Ersatzkeeper Dennis Gentenaar. Sowohl Verein als auch Spieler hatten die Option, den Vertrag bereits in der Winterpause aufzulösen, falls bis dorthin kein Bedarf mehr besteht. Die Option wurde wahrgenommen, Vonk schloss sich dem SC Heerenveen an. Im Sommer 2009 kehrte Vonk nach Südafrika zurück, wo er abermals bei Ajax Kapstadt unterschrieb. Dort war der Torhüter Mannschaftskapitän.

### Nationalmannschaft
Vonk bestritt 43 Länderspiele für die südafrikanische Fußballnationalmannschaft. Bei der Weltmeisterschaft 1998 war er Stammtorhüter, vier Jahre später nahm er als Ersatz für Andre Arendse an der WM 2002 teil.

## Nach der aktiven Karriere
Am 5. November 2013 wurde Vonk sportlicher Leiter bei seinem ehemaligen Verein sC Heerenveen. Zum Ende der Saison 2015/16 trat er zurück.

## Sonstiges
Hans Vonk hat sowohl die südafrikanische als auch die niederländische Staatsbürgerschaft.